# Дон Тернбулл (тенісист)
Дон Тернбулл (англ. Don Turnbull; 25 серпня 1909 — 30 січня 1994) — колишній австралійський тенісист.
Перемагав на турнірах Великого шолома в парному розряді.

## Фінали турнірів Великого шолома

### Парний розряд (2–3)
| Результат | Рік  | Турнір              | Покриття | Партнер        | Суперники                               | Рахунок                 |
| --------- | ---- | ------------------- | -------- | -------------- | --------------------------------------- | ----------------------- |
| Поразка   | 1934 | Чемпіонат Австралії | Трава    | Адріан Квіст   | Пет Г'юз (тенісист) Фред Перрі          | 8–6, 3–6, 4–6, 6–3, 3–6 |
| Поразка   | 1935 | Чемпіонат Франції   | Ґрунт    | Вівіан Макграт | Джек Кроуфорд (тенісист) Адріан Квіст   | 1–6, 4–6, 2–6           |
| Перемога  | 1936 | Чемпіонат Австралії | Трава    | Адріан Квіст   | Джек Кроуфорд (тенісист) Вівіан Макграт | 6–8, 6–2, 6–1, 3–6, 6–2 |
| Перемога  | 1937 | Чемпіонат Австралії | Трава    | Адріан Квіст   | Джон Бромвіч Джек Гарпер                | 6–2, 9–7, 1–6, 6–8, 6–4 |
| Поразка   | 1939 | Чемпіонат Австралії | Трава    | Колін Лонг     | Джон Бромвіч Адріан Квіст               | 4–6, 5–7, 2–6           |

### Мікст (1 поразка)
| Результат | Рік  | Турнір              | Покриття | Партнер          | Суперники                     | Рахунок       |
| --------- | ---- | ------------------- | -------- | ---------------- | ----------------------------- | ------------- |
| Поразка   | 1937 | Чемпіонат Австралії | Трава    | Дороті Стівенсон | Геррі Гопмен Нелл Голл-Гопман | 6–3, 3–6, 2–6 |